# Elena Sanz

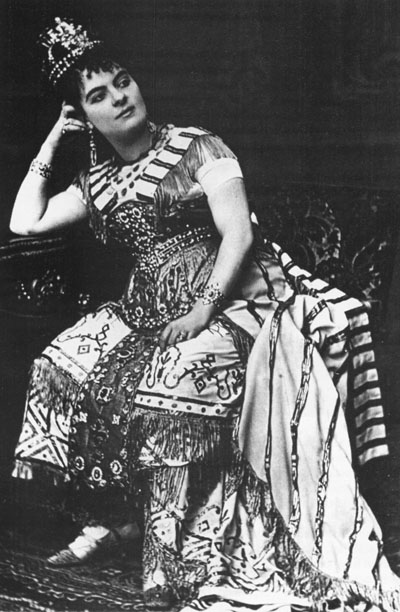
Elena Armanda Nicolasa Sanz y Martínez de Arizala

Elena Armanda Nicolasa Sanz y Martínez de Arizala (* 15. Dezember 1849 in Castellón de la Plana, Region Valencia; † 24. Dezember 1898 in Paris) war eine spanische Opernsängerin (Alt).

## Leben
Elena Sanz war die Tochter eines aus Córdoba stammenden Beamten. Zuerst wurde sie durch Maestro Aspa im Klavierspielen unterwiesen, später ihre Stimme u. a. durch den spanischen Komponisten und Musikwissenschaftler Baltasar Saldoni ausgebildet. Sie nahm auch beim Opernsänger Mariano Padilla y Ramos Unterricht. 1868 reiste sie sich nach Paris und gab in diesem Jahr ihr Debüt am Theater von Chambéry in der Rolle der Azucena in Verdis Il trovatore. 1876 absolvierte sie Auftritte an der Mailänder Scala, etwa als Leonor in der Oper La favorite des italienischen Komponisten Gaetano Donizetti, sowie in Südamerika, wo sie u. a. in Rio de Janeiro die Partie der Amneris in Verdis Aida sang. Der russische Kaiser Alexander II. war persönlich anwesend, als sie an der Kaiserlichen Hofoper von Sankt Petersburg auftrat.
Bereits 1872 war zwischen Elena Sanz und dem spanischen Thronfolger Alfons (XII.), der zwei Jahre später König wurde, in Wien eine Liebesbeziehung angeknüpft worden. Nachdem die italienische Opernsängerin Adela Borghi, die ebenfalls zu Alfons’ Geliebten zählte, auf Druck des einflussreichen Staatsmanns Antonio Cánovas del Castillo aus Spanien abreisen musste, stieg Elena Sanz zur Hauptfavoritin des Königs auf. Es war öffentlich bekannt, dass sie Alfons XII. 1880 und 1881 zwei illegitime Söhne, Alfonso und Fernando, gebar; Letzterer wurde später ein bedeutender Bahnradsportler. Alfons’ Gattin Maria Christina konnte schließlich erreichen, dass Elena Sanz nach Paris zu übersiedeln hatte. Dort erhielt die Opernsängerin Besuch von Alfons’ Mutter Isabella II., die ihre musikalische Laufbahn finanziell unterstützt hatte.
1893 hätte in London die englische Erstaufführung der dreiaktigen Oper Samson et Dalila des französischen Komponisten Camille Saint-Saëns stattfinden sollen, wobei Elena Sanz die Darstellung der Dalila zugefallen wäre; allerdings wurde diese musikalische Darbietung dann nicht realisiert. Zu Weihnachten 1898 starb Elena Sanz in Paris im Alter von 49 Jahren.